# Io e te (Album)
Io e te (italienisch für „Du und ich“) ist das 17. Studioalbum der italienischen Rocksängerin und Songwriterin Gianna Nannini. Es erschien am 11. Januar 2011 bei dem Plattenlabel RCA Records.

## Hintergrund
Im Frühjahr 2010, während ihrer Schwangerschaft, kündigte Nannini die Veröffentlichung eines neuen Albums an. Am 11. Januar 2011 brachte Gianna Nannini ihr 17. Studioalbum Io e te heraus. Das aus zwölf Titeln bestehende Studioalbum wurde von Nannini selbst in Zusammenarbeit mit Wil Malone produziert. Nannini war zudem an allen Titeln als Autorin beteiligt. Beim Schreibprozess bekam sie dabei unter anderem von Gino Pacifico, Isabella Santacroce und Francesco Sartori Unterstützung. Mit Nel blu, dipinto di blu enthält das Album eine Coverversion des italienischen Musikers Domenico Modugno. Es ist ihr sechstes Album, das sich in allen D-A-CH-Ländern platzieren konnte.
Das Frontcover zeigt Nannini schwarzweiß in einer offenen Lederjacke und BH gekleidet mit Babybauch.

## Titelliste
| Nr. | Titel                                                                                          | Autor(en)                                                | Produzent(en)              | Länge |
| --- | ---------------------------------------------------------------------------------------------- | -------------------------------------------------------- | -------------------------- | ----- |
| 1.  | Ogni tanto                                                                                     | Gianna Nannini, Gino Pacifico                            | Gianna Nannini, Wil Malone | 3:28  |
| 2.  | Ti voglio tanto bene                                                                           | Gianna Nannini, Isabella Santacroce                      | Gianna Nannini, Wil Malone | 3:22  |
| 3.  | I Wanna Die 4 U                                                                                | Gianna Nannini, Gino Pacifico                            | Gianna Nannini, Wil Malone | 3:44  |
| 4.  | Dimentica                                                                                      | Gianna Nannini, Gino Pacifico                            | Gianna Nannini, Wil Malone | 3:45  |
| 5.  | Perché                                                                                         | Gianna Nannini, Isabella Santacroce, Davide Tagliapietra | Gianna Nannini, Wil Malone | 3:49  |
| 6.  | Perfetto                                                                                       | Gianna Nannini, Isabella Santacroce                      | Gianna Nannini, Wil Malone | 3:20  |
| 7.  | Rock2                                                                                          | Gianna Nannini, Gino Pacifico                            | Gianna Nannini, Wil Malone | 4:06  |
| 8.  | Mi ami                                                                                         | Gianna Nannini, Isabella Santacroce                      | Gianna Nannini, Wil Malone | 3:56  |
| 9.  | Io e te                                                                                        | Gianna Nannini, Francesco Sartori, Isabella Santacroce   | Gianna Nannini, Wil Malone | 3:46  |
| 10. | Com' era                                                                                       | Gianna Nannini, Isabella Santacroce                      | Gianna Nannini, Wil Malone | 3:53  |
| 11. | Scusa                                                                                          | Gianna Nannini, Isabella Santacroce                      | Gianna Nannini, Wil Malone | 2:42  |
| 12. | Nel blu, dipinto di blu (volare) (Coverversion von Domenico Modugno – Nel blu, dipinto di blu) | Domenico Modugno, Franco Migliacci                       | Gianna Nannini, Wil Malone | 4:15  |

## Kritik
Artur Schulz, Musikkritiker von laut.de, urteilte, dass der „[…] richtig rauhe Rock-Zahn […] Gianna Nannini auf "Io E To" gezogen scheine, darauf verweisen nicht nur persönliche Lebensumstände, sondern besonders das Cover.“ Zusammengefasst sei das Album: „Italian Wave meets Kim Wilde, nur ganz ohne Gitarrendruck“.

## Chartplatzierungen
| ChartsChartplatzierungen | Höchstplatzierung | Wochen |
| ------------------------ | ----------------- | ------ |
| Deutschland (GfK)        | 26 (4 Wo.)        | 4      |
| Österreich (Ö3)          | 28 (2 Wo.)        | 2      |
| Schweiz (IFPI)           | 4 (17 Wo.)        | 17     |
| Italien (FIMI)           | 1 (81 Wo.)        | 81     |